# Malmö FF
El Malmö Fotbollförening, conocido simplemente como Malmö FF, es un club de fútbol con sede en Malmö, Suecia. El club está afiliado a la Skånes Fotbollförbund y juega sus partidos como local en el Eleda Stadion. Los colores del club, que se reflejan en su escudo y uniforme, son el azul cielo y el blanco. Formado el 24 de febrero de 1910, el club es el más exitoso del fútbol sueco en cuanto a trofeos totales ganados. Håkan Jeppsson es el actual presidente, elegido en 2010. Con un patrimonio de 109,5 millones de coronas suecas (aproximadamente 12,4 millones de euros) es el club más rico de Suecia hasta la fecha seguido muy de cerca por el IFK Göteborg, con una estimación de 101 millones de coronas suecas (aproximadamente 10,8 millones de euros).
El club pertenece a la máxima categoría del fútbol sueco, ganando por primera vez la liga en 1944. Con sus principales rivales siendo el Helsingborgs y el Göteborg. MFF Support es el club de fanes oficial del Malmö FF. Por otro lado, el club también ha sido destacado en los medios de comunicación, incluidos los documentales de fútbol Blådårar 1 y Blådårar 2.

## Historia

### Fundación y primeros años

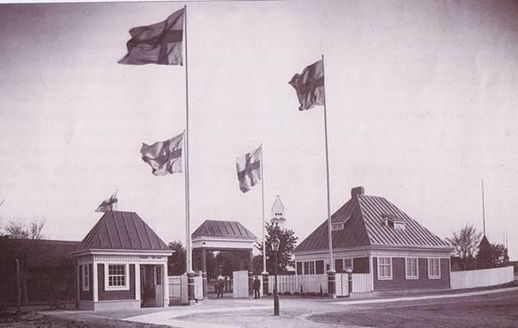
Malmö IP, el primer estadio del club entre 1910 y 1957.

El club surgió de una iniciativa municipal en 1905 para alentar a los jóvenes en Malmö a jugar al fútbol organizado. Uno de los equipos juveniles, el Bollklubben Idrott, también conocido simplemente como BK Idrott, fue un precursor del Malmö FF. El BK Idrott se unió al recién creado departamento de fútbol del IFK Malmö en 1909, pero pronto lo abandonó a causa de los problemas entre los dos clubes. El 24 de febrero de 1910, los 19 miembros de BK Idrott fundaron el Malmö FF y el primer presidente fue Werner Mårtensson.
El club pasó sus primeros diez años en las divisiones locales y regionales, ya que no había ninguna competición nacional de liga, jugando la mayoría de sus partidos en la división de la ciudad llamado Malmömästerskapen. También compitió en las competiciones regionales en Scania, y jugaron partidos contra equipos daneses. En 1916 el Malmö FF llegó a la final de la competición regional de Scania (Distriktsmästerskapen), por primera vez, jugando contra los rivales del Helsingborgs IF pero perdieron 3-4. El club derrotó al rival local del IFK Malmö tres veces durante la temporada, por lo que se ganó el título no oficial —pero muy deseado— del mejor club de fútbol de Malmö. En 1917 compitió en la Svenska Mästerskapet por primera vez, un torneo de copa por el título de campeones suecos, pero perdió su primer partido de la segunda ronda por 4-1 ante el IFK Malmö. El club siguió jugando en la Copa hasta 1922, alcanzando los cuartos de final en 1920, cuando fue eliminado por el Landskrona Bois. La copa que finalmente fue suspendida y el título de campeón sueco fue entregado a los ganadores de Allsvenskan que fue creado para la temporada 1924-25.
En 1920 la Asociación de Fútbol de Suecia invitó a los clubes de fútbol de Suecia a competir en las competiciones oficiales nacionales. El Malmö FF ganó un lugar en la División 2 Sydsvenska Serien. Ganaron la división en la primera temporada y ascendieron a Svenska Serien Västra, el más alto nivel de competencia en Suecia en aquella época. Sin embargo, fueron relegados después de una sola temporada, y se encontraron de nuevo en Sydsvenska Serien durante casi una década, hasta que nuevamente logró el ascenso a la Allsvenskan, en 1931.

### Primeros años y logros en Allsvenskan

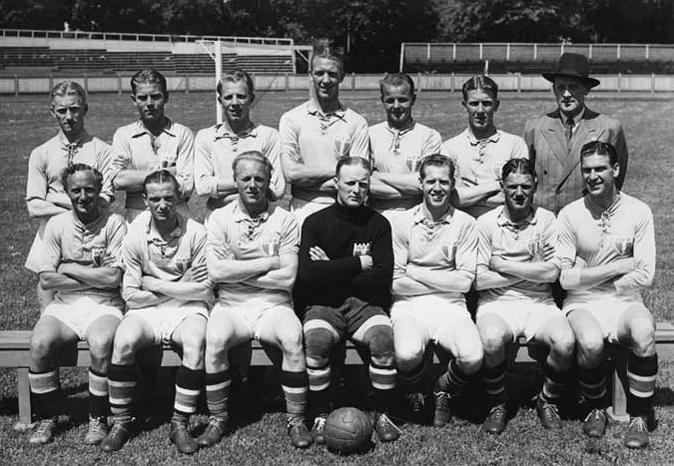
Plantilla del Malmö 1943–44

El club logró situarse en posiciones de mitad de la tabla de la liga durante dos temporadas, pero descendió en 1934 por una sanción tras infringir los reglamentos amateur. El club había pagado a sus jugadores una pequeña suma de dinero por cada partido. Aunque en contra de las reglas, esto era común en ese entonces; el Malmö FF fue el único club que lo muestra en sus registros contables. Además de descender a segunda división, el club sufrió prohibiciones para toda la junta directiva y veintiséis jugadores. La versión de los hechos narrados por el Malmö FF y la prensa local indican que sus rivales locales del IFK Malmö reportó la violación a la Asociación de Fútbol de Suecia. Esta creencia ha contribuido a intensas tensiones entre los dos clubes.

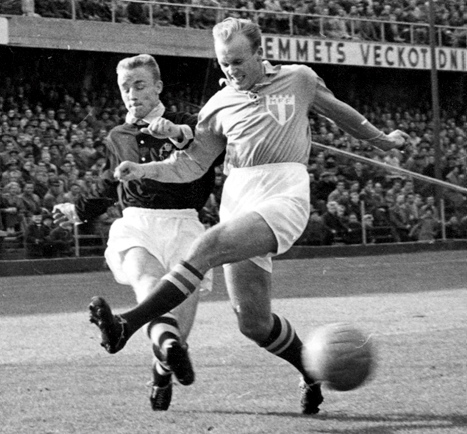
Prawitz Öberg (Malmö FF) y Kurt Liander (AIK) en Råsunda (1956).

El club regresó a la Allsvenskan en 1937 después de dos temporadas en la División 2. En el mismo año Eric Persson fue elegido presidente después de haber sido secretario desde 1929, y ocupó el cargo hasta 1974. Persson es considerado por los dirigentes de los clubes y los aficionados como la persona más importante en la historia del club, cuando volvió al club profesional en la década de 1970. Bajo su dirección, el club pasó de estar sin títulos en 1937 a celebrar diez campeonatos de Suecia a finales de la temporada 1974. En 1939, el club llegó a su posición más alta, el tercer lugar en la Allsvenskan, nueve puntos por detrás del campeón IF Elfsborg. El primer campeonato de liga sueco del Malmö FF llegó en 1944, cuando el club ganó el penúltimo partido de la temporada ante el AIK ante 36.000 espectadores en Råsunda. El último partido de la temporada fue ganado 7-0 contra el Halmstad BK.
Durante los siguientes nueve temporadas, el Malmö FF terminó entre los tres primeros en la liga. El club ganó el campeonato sueco en 1949, 1950, 1951 y 1953, y fue subcampeón en 1946, 1948 y 1952. El club también ganó la Svenska Cupen en 1944, 1946, 1947, 1951 y 1953, y terminó como subcampeón en 1945. Entre el 6 de mayo de 1949 y el 1 de junio de 1951, el equipo se mantuvo invicto en 49 partidos, de los cuales 23 fue una racha ininterrumpida de victorias.

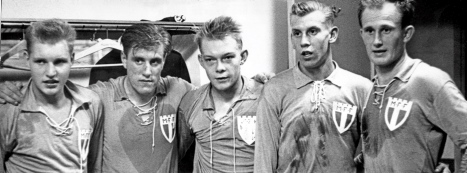
Jóvenes jugadores del club en la década de 1960.

El club terminó como subcampeón en la Allsvenskan dos veces más, en 1956 y 1957. Al año siguiente el club dejó el Malmö IP por el Malmö Stadion, que había sido construido para la Copa Mundial de la FIFA 1958 y fue sede del club durante los próximos 50 años. En 1964 el club contrató al entrenador español Antonio Durán, que fue el primero de una serie de cambios que dieron lugar a la época de mayor éxito en la historia del club. Los jóvenes talentos como Lars Granström y Bo Larsson surgieron durante la década de 1960 y resultarían ser integrantes cruciales en el éxito que vendría en la década de 1970. El club terminó segundo en 1964, pero pasó a ganar su sexto campeonato sueco en 1965, cuando Bo Larsson anotó 28 goles para terminar como máximo goleador de la liga. El Malmö FF ganó una vez más la Allsvenskan en 1967, después de un año menos exitoso en 1966. Los jugadores jóvenes del club, así como los talentos adquiridos en los clubes de la vecina Scania en 1967, se convirtió en un equipo que siempre terminó entre los tres primeros en la Allsvenskan.

### Edad dorada en los años 1970

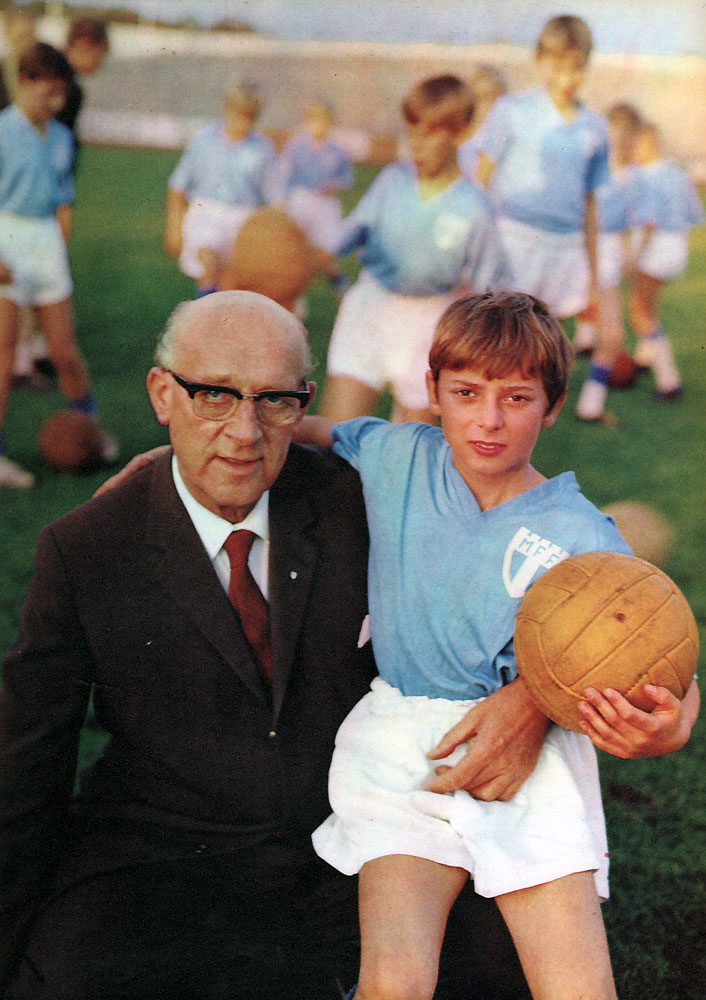
Eric Persson (izquierda, junto a su sobrino) fue presidente del Malmö FF durante 38 años, desde 1937 a 1975. Fue uno de los más exitosos al ganar bajo su mandato diez Allsvenskan y ocho Svenska Cupen.

Después del subcampeonato de la Allsvenskan en los dos últimos años de la década de 1960, el Malmö FF comenzó la década más exitosa de su historia con un campeonato de Suecia en 1970. El club ganó la Allsvenskan en 1970, 1971, 1974, 1975 y 1977, así como la Svenska Cupen en 1976 y 1978. La victoria de la Allsvenskan 1977 significó que el club se clasificaba para la Copa de Europa 1978-79 y, después de eliminar al AS Monaco, Dinamo de Kiev, Wisla Cracovia y Austria Viena, llegaron a la final de la competición, en la que ambos debutaban, que se jugó en el Olympiastadion de Múnich contra el Nottingham Forest inglés. El delantero británico Trevor Francis, anotó el único gol del partido, 1-0, y el Forest consiguió el primer título europeo de su historia. Sin embargo, el subcampeonato de Europa de 1979 es el mayor éxito en la historia del Malmö FF. El equipo recibió la Medalla de Oro Svenska Dagbladet el mismo año, otorgado por el logro deportivo más importante del año en Suecia, por sus logros en la Copa de Europa. Ese mismo año disputa la final intercontinental; su rival el Olimpia de Paraguay, en un partido cerrado los guaraníes se impusieron con un global de 3 a 1 en partidos de ida y vuelta, la última disputada con este formato.
Gran parte del éxito durante la década de 1970 se debió a las nuevas tácticas y métodos de entrenamiento llevados al club por el inglés Bob Houghton, quien dirigió el club entre 1974 y 1980. Eric Persson fue sucedido como presidente en 1974 por Hans Cavalli-Björkman. El equipo firmó temporadas discretas con Keith Blunt y Tord Grip como entrenadores en la década de 1980, hasta que Roy Hodgson se hizo cargo en 1985. El técnico británico llevó al equipo a dos campeonatos de Suecia en 1986 y 1988, y el club ganó la Allsvenskan cinco años consecutivos entre 1985 y 1989. A la vez, el campeonato se decidió por play-offs entre los mejores equipos después del final de la temporada regular —esta disposición estuvo desde 1982 hasta 1992—. El club llegó a la final de los play-off cuatro veces entre 1986 y 1989, pero sólo logró ganar la final en dos ocasiones. Aparte de los campeonatos de la Allsvenskan sueca, el club ganó Svenska Cupen en 1984, 1986 y 1989.
Aparte de terminar como subcampeón en la Allsvenskan en 1996, el equipo no destacó en la década de 1990, ya que no pudo ganar ninguna Allsvenskan o Svenska Cupen durante toda la década. Hans Cavalli-Björkman fue sucedido como presidente por Bengt Madsen en 1999, y el exjugador Hasse Borg fue contratado como director deportivo. Estos cambios operacionales, así como la aparición de jóvenes talentos como Zlatan Ibrahimović, llevó a que el club se reconfortara y fuera protagonista del campeonato. Ibrahimović saltó a la fama y se convirtió en un jugador importante en la campaña del club. Fue traspasado más adelante al Ajax en 2001, antes de jugar en varios clubes europeos.

### Década de 2000 al presente
El retorno del protagonismo en la Allsvenskan fue el comienzo de la década de 2000 con éxito, bajo la dirección de Tom Prahl, cuando el club terminó entre los primeros tres durante tres temporadas consecutivas. En 2004 ganó la Allsvenskan, el 15.º título de liga del club. En 2005, el Malmö FF llegó a la última ronda de clasificación para la Liga de Campeones de la UEFA, pero fueron derrotados por el FC Thun. La llegada de un exitoso patrocinador y una serie de ventas de futbolistas convirtieron al Malmö FF en el club más rico en Suecia, honor que mantiene hasta la fecha. El club se mudó del Malmö Stadion al Swedbank Stadion en 2009, un estadio construido en su totalidad para la práctica del fútbol y situado junto al antiguo estadio.

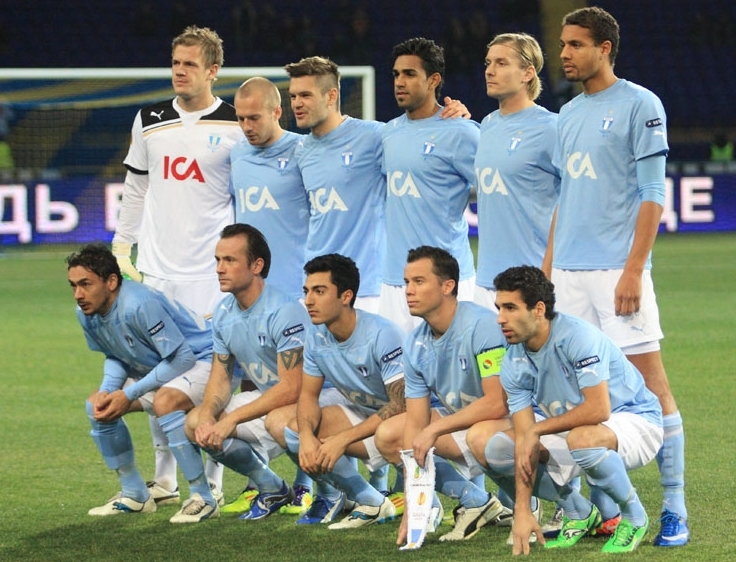
El Malmö FF en la fase de grupos de la UEFA Europa League del 2011/12 ante el FC Metalist Járkov.

En 2009, Madsen anunció que iba a dimitir como presidente, y fue reemplazado por Håkan Jeppsson a principios del año siguiente. En 2010 el club celebró su 100 aniversario con muchos actos de celebración al comienzo de la temporada. En el día del 100 aniversario del club en 2010, la revista sueca de fútbol Offside declaró al Malmö FF el club de fútbol más grande en la historia de Suecia. La temporada se convirtió en un gran éxito ya que el club ganó la Allsvenskan por decimonovena vez y se convirtió en campeón de Suecia por decimosexta vez. Al contrario que en 2004, estos éxitos se consiguieron sin ninguna transferencia importantes antes de la temporada, y con un equipo formado principalmente por jugadores jóvenes. El club sigue siendo uno de los clubes de fútbol dominantes en Suecia. A finales de la temporada 2012 de la Allsvenskan el club seguía liderando la maratontabellen. Malmö FF es el dominante histórico en el fútbol sueco, habiendo ganado la liga y la Copa más veces que cualquier otro equipo. También tiene más puntos en la tabla del maratón sueco. Desde 2016, el club también tiene más victorias en el campeonato sueco que su rival IFK Göteborg.
En la temporada 2015/2016 perdió 8-0 ante el Real Madrid.

## Uniforme y escudo
El club es conocido por su apodo Di blåe ("los azules") y Himmelsblått ("los azul cielo" o "celestes"). Esto se debe a los colores del club, azul cielo y blanco. Los jugadores visten camisetas azul celeste, pantalón blanco y medias celestes. Los colores como visitantes son camisetas de rayas rojas y blancas, pantalón negro y medias rojas. Por su parte, se utilizaron diversos uniformes para los partidos de competición europea, como la equipación totalmente blanca introducida en la década de 1950 o de color negro con bordes de color azul celeste y dorado utilizados en 2005.

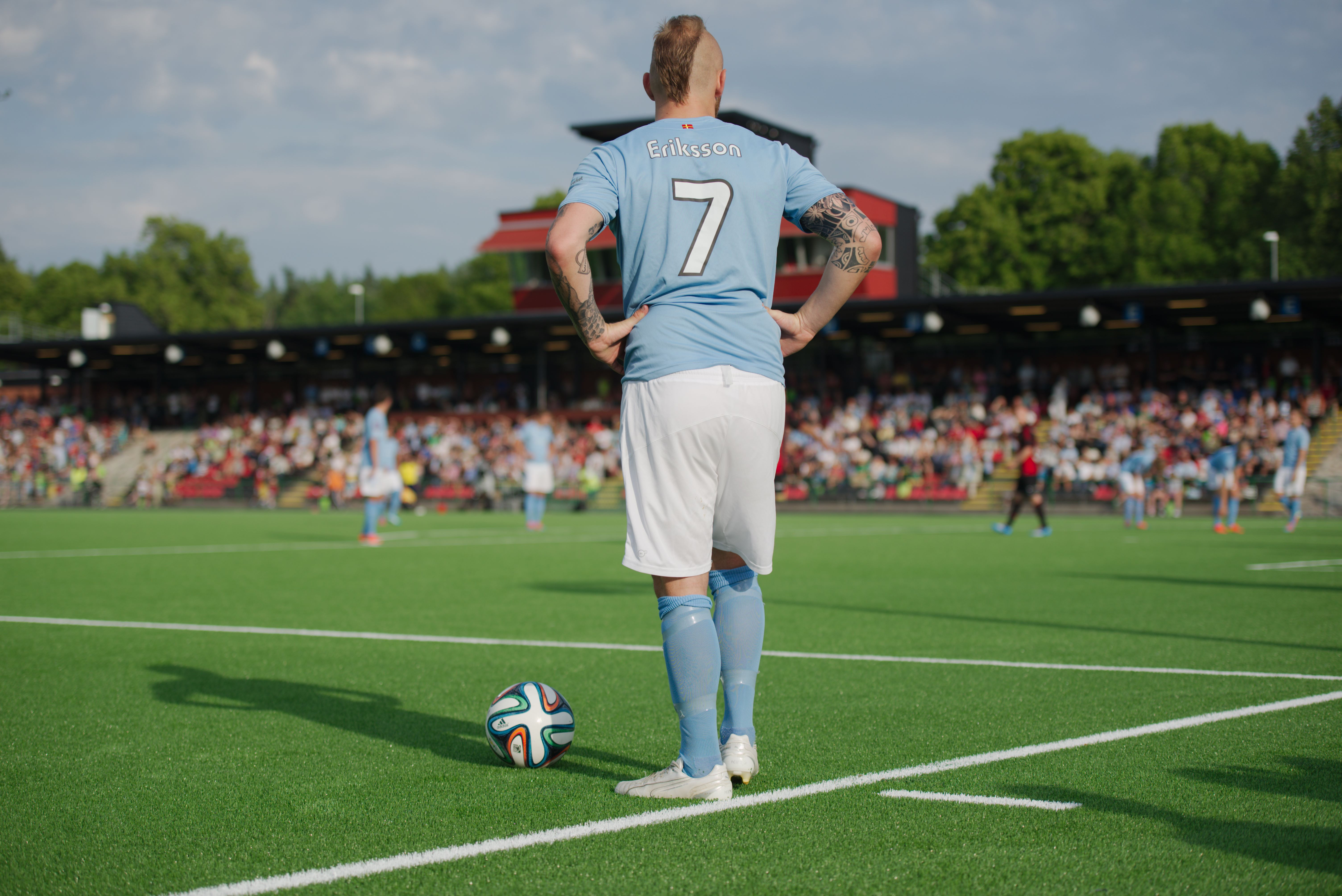
Uniforme clásico del Malmö FF.

Los colores del club no han sido siempre el azul celeste. El predecesor del club BK Idrott llevaba camisas de rayas azules y blancas y pantalón blanco, y este uniforme se utilizó todavía en los primeros seis meses de 1910 después de que el Malmö FF fuese fundado. Esto fue cambiado más tarde a camisetas a rayas rojas y blancas y pantalón negro para simbolizar que el Malmö FF era un nuevo club. De hecho ha utilizado un uniforme muy similar en su segunda equipación, por razones históricas. El presente uniforme celeste se introdujo en 1920. Desde 2010 una pequeña bandera de Escania aparece en la parte posterior de la camiseta justo debajo del cuello.
El emblema del Malmö FF consiste en un escudo con dos rayas anchas verticales celestes a los lados, y una vertical blanca en el centro. Debajo del escudo aparece escrito "Malmö FF" en letras de color azul cielo con una estrella azul celeste debajo del texto. En la zona superior del escudo es una parte blanca horizontal a través de las tres rayas verticales. La abreviatura del nombre del club "MFF" se escribe con letras de color azul cielo en este campo. En la parte superior del escudo hay cinco extensiones blancas similares a cinco torres. El actual escudo hizo su debut en la camiseta en la década de 1940. Hubo otros escudos antes de este, pero nunca se presentaron en la camiseta. Mientras que el primer emblema era blanco y negro, el segundo era rojo y blanco, de acuerdo con los colores principales del club entre 1910 y 1920.
En los tiempos modernos se ha añadido una estrella de oro en el escudo. Esta es una característica utilizada sólo en los escudos de las camisetas de los jugadores. La estrella se utiliza para simbolizar que el club ha ganado más de diez títulos nacionales. En el logotipo del escudo original no aparece el nombre del club completo y la estrella azul celeste bajo el escudo, se agregaron más tarde, cuando el presidente del club, Eric Persson, descubrió que en el extranjero la gente tenía problemas para identificar de qué ciudad procedía el club sólo con mirar su escudo. Para el 100 aniversario del club en 2010, los años 1910 y 2010 se presentaron en cada lado del emblema en una cinta azul celeste detrás del escudo. En 2011 el club presentó una nueva equipación de visitante, totalmente blanco para ser utilizado como uniforme alternativo en las competiciones europeas, así como la Allsvenskan.

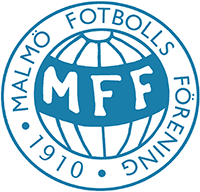
1910
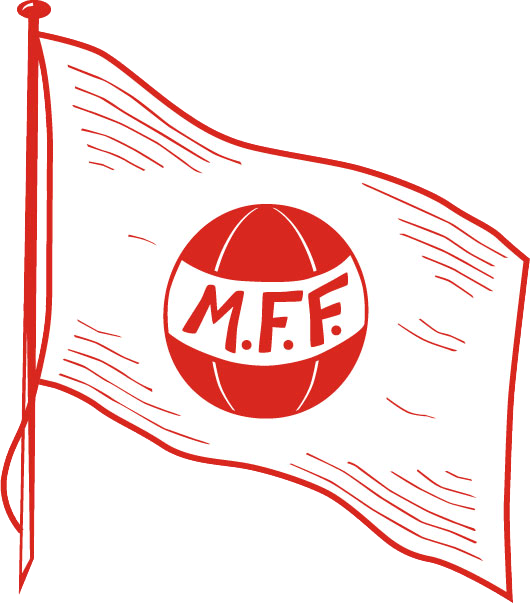
1920
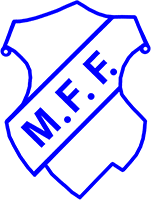
años 1920

## Aficionados y rivalidades

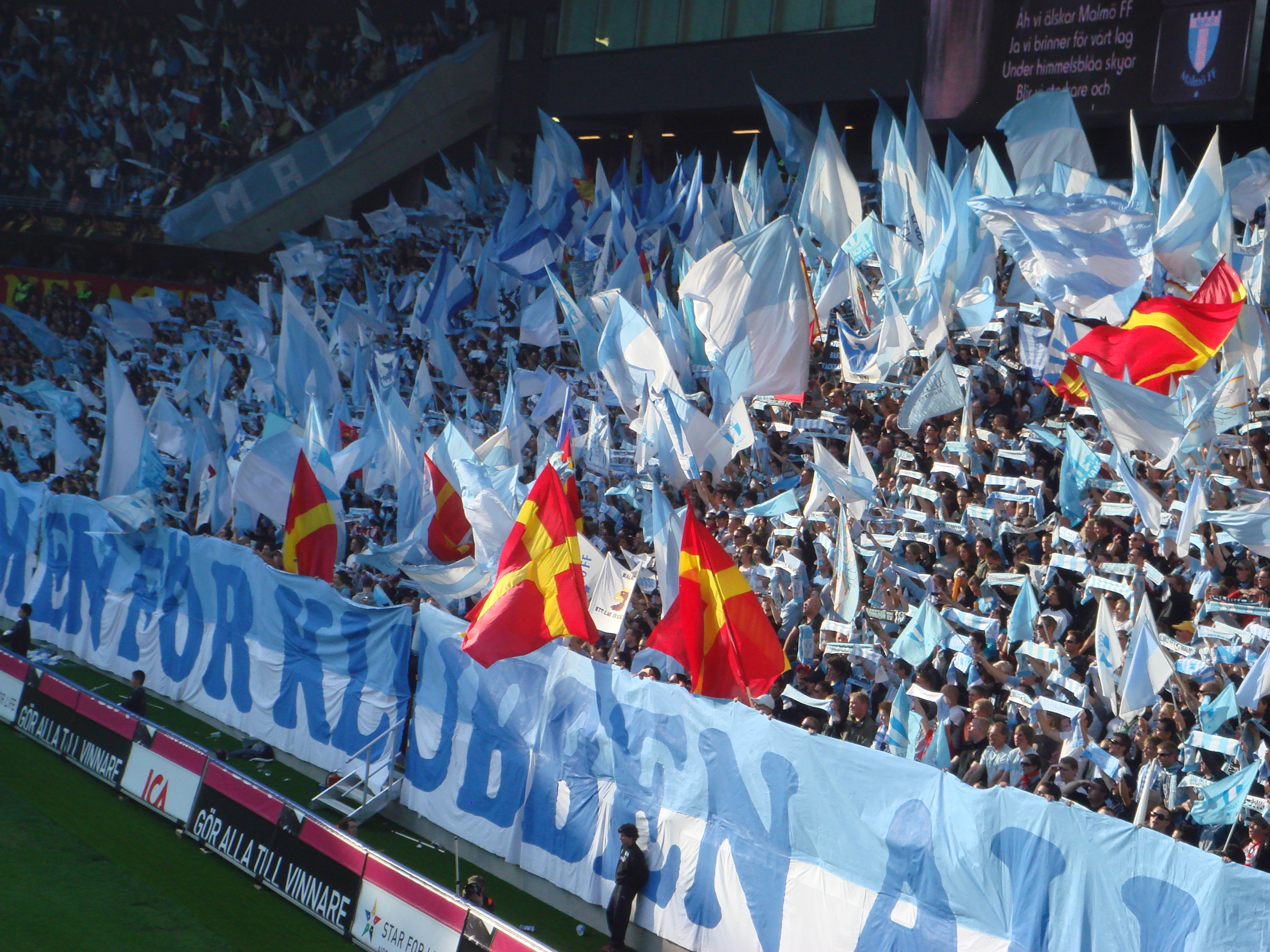
Aficionados del Malmö FF en un partido en el Swedbank Stadion. Las banderas rojas y amarillas son la bandera de Escania.

El Malmö FF es bien conocidos por sus amplia base de seguidores locales. El club tiene varios clubes de fanes, de los cuales el más grande es el club de fanes oficial MFF Support, fundado en 1992. MFF Support se describe como "una asociación de trabajo idealista y no política contra la violencia y el racismo". El actual presidente de MFF Support es Magnus Ericsson.
Hay también varios pequeños grupos de aficionados independientes. El más prominente de ellos es Supras Malmö, que fue fundada en 2003 por una coalición de pequeños grupos ultras y aficionados. El nombre de "Supras" se deriva de las palabras en inglés supporters ("aficionados") y ultras, y esta última palabra indica que el grupo está inspirado en la cultura fan con raíces en el Mediterráneo. Supras Malmö es el grupo más visible en la tribuna principal en el Swedbank Stadion, marcando su presencia con pancartas, banderas y coreografías. Otro grupo con objetivos similares es Rex Scania. MFF Tifosi 96 (MT96) es una red de simpatizantes que crean tifos para ocasiones especiales y partidos importantes. El promedio de asistencia para los partidos del club en la temporada de 2012 fue de 14.799 espectadores, la mejor asistencia en la Allsvenskan 2012.
Debido a la proximidad geográfica, existen rivalidades menores con el Trelleborgs FF y Landskrona BoIS, ambos ubicados en Escania. Los principales rivales del club son el Helsingborgs IF, IFK Göteborg e IFK Malmö. La rivalidad entre el Malmö FF y Helsingborgs IF ha existido desde que el Malmö FF ascendiera a la Allsvenskan en la década de 1930, y es principalmente geográfica, ya que ambos equipos son de Escania, en el sur de Suecia. La rivalidad con el IFK Göteborg se relaciona más con lo estrictamente deportivo en su lucha por el título, ya que los dos son los clubes más exitosos en la historia del fútbol sueco y son los dos únicos clubes suecos que han alcanzado finales de competición europea: el IFK Göteborg en la Copa de la UEFA en 1982 y 1987 y el Malmö FF en la Copa de Europa en 1979.
La rivalidad con el IFK Malmö es a la vez geográfica e histórico. Los dos equipos tienen su sede en la misma ciudad y solían jugar en el mismo estadio en el siglo XX. Las supuestas acciones de los miembros de la junta directiva del IFK Malmö en 1933, revelando las infracciones de las reglas del fútbol aficionado del Malmö FF a la Federación Sueca de Fútbol, también contribuyeron a aumentar las tensiones entre los dos clubes. El IFK Malmö no han jugado en la Allsvenskan desde 1962, por lo que los partidos entre los dos equipos son poco habituales.

## Himno
El Himno de Malmö FF es Åh Vi Älskar Malmö FF
Letra:
Åh vi älskar Malmö FF
Ja vi brinner för vårt lag
Under himmelsblåa skyar
Blir vi starkare och bättre för var dag
Åh vi älskar Malmö FF
Bortom tid och bortom rum
Genom stadens gröna parker
Malmös hjärtan och själar står i blom
Se där Sveriges bästa
Stolt och stark
Och när stormen river
Ger vi allt
Ända sedan gamla dagar
Under våran ljusblå fana 
står vi upp
För himmelsblått
Heja Malmö
Åh vi älskar Malmö FF
Ja vi brinner för vårt lag
Under himmelsblåa skyar
Blir vi starkare och bättre för var dag
Se där Sveriges bästa
Stolt och stark
Och när stormen river
Ger vi allt
Ända sedan gamla dagar
Under våran ljusblå fana 
står vi upp
För himmelsblått
Heja Malmö

## Estadio
El primer estadio del Malmö FF fue el Malmö IP, que fue compartido con su eterno rival del IFK Malmö. El equipo jugó hasta aquí desde la fundación del club en 1910, hasta 1958. El estadio todavía existe hoy en día, aunque con menor capacidad, y ahora es utilizado por el equipo femenino del LdB FC Malmö, que antes era la sección femenina de Malmö FF. La capacidad en 2012 era de 7.600 espectadores, pero la asistencia fue, por lo general, mucho más alta cuando el Malmö FF jugaba allí. Para la temporada pasada en 1957, la asistencia promedio fue de 15.500 espectadores. La mayor asistencia del club en el Malmö IP fue de 22.436 espectadores en un partido contra el Helsingborgs IF el 1 de junio de 1956. El estadio todavía se considera una parte fundamental de la historia del club, ya que fue aquí donde el club se fundó, jugó sus primeras 47 temporadas y ganó cinco campeonatos de Suecia.
Después de que la FIFA adjudicase a Suecia la Copa Mundial de fútbol de 1958, se construyó un nuevo estadio en Malmö, que fue denominado, simplemente, Malmö Stadion. El Malmö FF jugó su primera temporada en el estadio en 1958. La primera vez que el club ganó el campeonato sueco en el estadio fue en 1965. En 1992 se agregó un nuevo nivel de gradas en el estadio. El club disfrutó de la época más exitosa de su historia en este recinto, ganando diez de los dieciséis campeonatos suecos, mientras que jugó allí. El estadio originalmente tenía una capacidad de 30 000 espectadores, pero esto se redujo a 27 500 debido a los cambios en las regulaciones de seguridad. La mayor asistencia del club en el estadio fue de 29 328 aficionados, nuevamente contra el Helsingborgs IF el 24 de septiembre de 1967.
Después de la victoria de 2004 en la Allsvenskan, se hicieron planes para construir un nuevo estadio. En julio de 2005, el Malmö FF anunció los diseños del futuro Swedbank Stadion, que contaría con 18.000 espectadores sentados y 6.000 de pie. El estadio tiene capacidad para 21.000 espectadores sentados para partidos internacionales y europeas. La construcción comenzó en 2007 y se terminó en 2009. El nuevo estadio está situado junto al Malmö Stadion. Aunque todavía quedaba la pequeña construcción en los alrededores del estadio en ese momento, el estadio fue inaugurado el 13 de abril de 2009 con el primer partido como local de la temporada 2009 contra el Örgryte IS; el futbolista del Malmö FF Labinot Harbuzi marcó el gol inaugural a los 61 minutos. El primer campeonato sueco que el club ganó en el estadio se produjo en 2010, cuando vencieron al Mjällby AIF, el 7 de noviembre en el último partido de la temporada, por 2-0. La asistencia a este partido estableció el récord de asistencia al estadio con 24.148 espectadores. El Swedbank Stadion es un estadio de categoría 4 según los estándares de la UEFA.

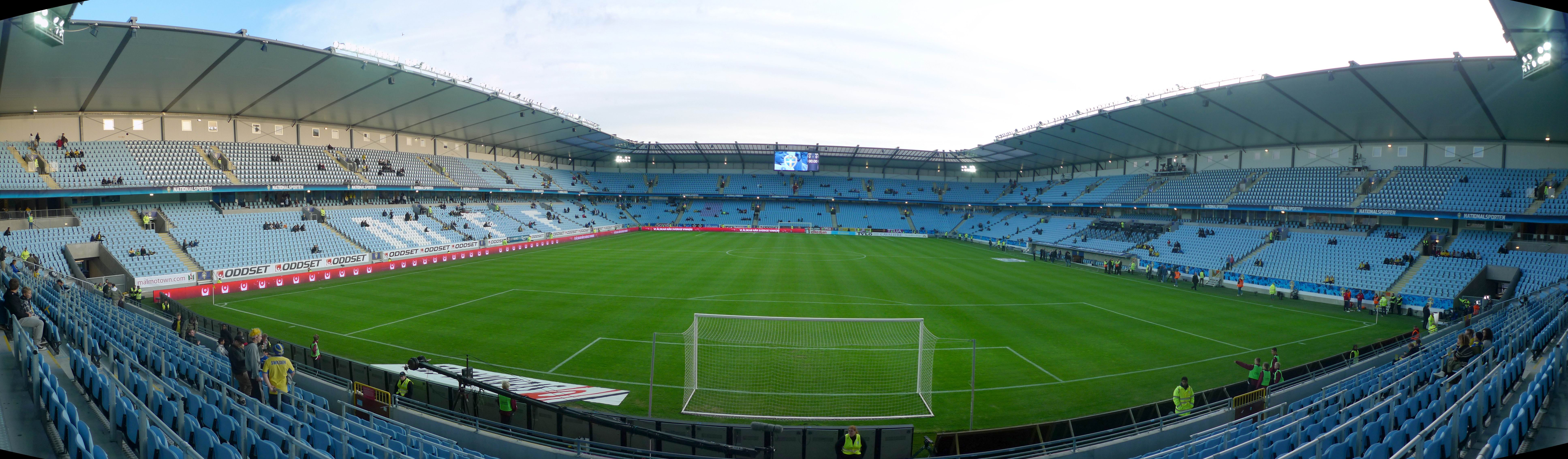
Panorama del Swedbank Stadion desde la tribuna Carlsberg.

## Jugadores

### Dorsales retirados
- 12 –  MFF Support (aficionados del club)[47]

## Jugadores históricos

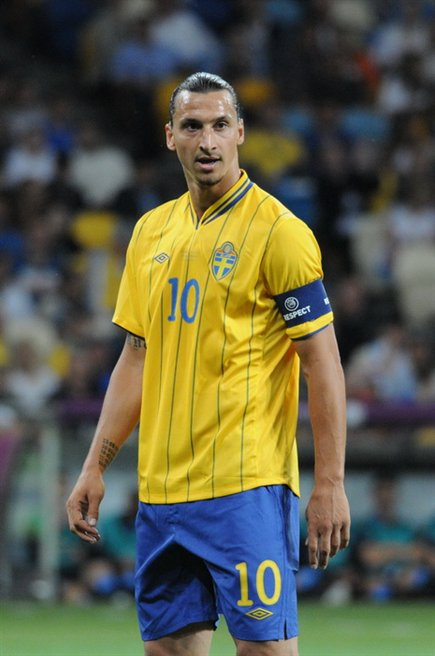
Zlatan Ibrahimović comenzó su carrera profesional en el Malmö FF. Disputó 40 partidos de liga y anotó 18 goles para el club entre 1999 y 2001.

#### Criterios de la lista
- Jugador con más de 500 partidos con el club.
- Ganador del premio Guldbollen,[49] un galardón reconocido por la UEFA.[50][51]
- Jugador que ha sido elegido entre los 11 mejores futbolistas del equipo oficial Sydsvenskan.[52]

| Nombre              | Años                | Partidos | Goles | Guldbollen                                             | Premio UEFA                        | Sydsvenskan |
| ------------------- | ------------------- | -------- | ----- | ------------------------------------------------------ | ---------------------------------- | ----------- |
| Erik Nilsson        | 1934–1953           | 600      | 4     | 1950                                                   |                                    |             |
| Helge Bengtsson     | 1934–1951           | 501      | 3     |                                                        |                                    |             |
| Prawitz Öberg       | 1952–1965           | 515      | 103   | 1962                                                   |                                    |             |
| Ingvar Svahn        | 1957–1968 1970      | 414      | 161   | 1967                                                   |                                    |             |
| Bo Larsson          | 1962–1966 1969–1979 | 546      | 289   | 1965 1973                                              |                                    | Sí          |
| Krister Kristensson | 1963–1979           | 626      | 16    |                                                        |                                    | Sí          |
| Roy Andersson       | 1968–1983           | 624      | 49    | 1977                                                   |                                    | Sí          |
| Roland Andersson    | 1968–1974 1977–1983 | 564      | 13    |                                                        |                                    |             |
| Jan Möller          | 1971–1980 1984–1988 | 591      | 1     | 1979                                                   |                                    | Sí          |
| Ingemar Erlandsson  | 1976–1987           | 473      | 46    |                                                        |                                    | Sí          |
| Magnus Andersson    | 1975–1988           | 568      | 28    |                                                        |                                    |             |
| Robert Prytz        | 1977–1982 1993–1995 | 262      | 57    | 1986                                                   |                                    | Sí          |
| Torbjörn Persson    | 1980–1995           | 574      | 39    |                                                        |                                    |             |
| Jonnie Fedel        | 1984–2001           | 588      | 1     |                                                        |                                    |             |
| Jonas Thern         | 1985–1987 1988–1989 | 160      | 30    | 1989                                                   |                                    | Sí          |
| Martin Dahlin       | 1987–1991           | 176      | 83    | 1993                                                   |                                    | Sí          |
| Stefan Schwarz      | 1987–1991           | 103      | 7     | 1999                                                   |                                    | Sí          |
| Patrik Andersson    | 1989–1992 2004–2005 | 184      | 24    | 1995 2001                                              | Equipo del año 2001                | Sí          |
| Zlatan Ibrahimović  | 1999–2001           | 69       | 16    | 2005 2007–2008-2009-2010-2011-2012-2013-2014-2015-2016 | Equipo del año 2007 2009-2013-2014 | Sí          |
| Jari Litmanen       | 2005–2007           | 18       | 6     |                                                        | Jugador de oro UEFA                |             |
| Markus Rosenberg    | 2014-               | 78       | 34    |                                                        |                                    |             |

## Gerencia
Actualizada al 18 de febrero del 2013
| Nombre         | Puesto             |
| -------------- | ------------------ |
| Håkan Jeppsson | Presidente         |
| Per Nilsson    | Gerente Director   |
| Pontus Hansson | Secretario         |
| Per Ågren      | Director deportivo |

## Entrenadores
El entrenador más exitoso del club en términos de trofeos ganados es Bob Houghton, quien, como entrenador entre 1974 y 1980, llevó al club a tres campeonatos de la liga sueca y cuatro victorias en la Svenska Cupen. El entrenador que más títulos de liga nacional ha ganado con el club es el español Antonio Durán que ganó la Allsvenskan cuatro veces entre 1964 y 1971. Otros técnicos que lograron dos campeonatos son Sven Nilsson (1944 y 1950), Bert Turner (1951 y 1953), Roy Hodgson (1986 y 1988), Jon Dahl Tomasson (2020 y 2021) y Henrik Rydström (2023 y 2024).
- Carl Wijk (1932–1934)
- Václav Simon (1935–1937)
- Harry Lundahl (1937–1941)
- Carl Ahlberg (1941–1943)
- Sven Nilsson (1944)
- István Wampetits (1945)
- Sven Nilsson (1945–1947)
- Kálmán Konrád (1947–1950)
- Sven Nilsson (1950)
- Bert Turner (1951–1955)
- Pepi Stroh (1955–1959)
- Nils-Åke Sandell (1959–1963)
- Antonio Durán (1964–1971)
- Karl-Erik Hult (1972–1973)
- Bob Houghton (1974–1980)
- Keith Blunt (1980–1982)
- Tord Grip (1983–1984)
- Roy Hodgson (1985–1989)
- Bob Houghton (1990–1992)
- Viggo Jensen (ago 1992–dic 1993)
- Rolf Zetterlund (1994–1996)
- Frans Thijssen (1997–1998)
- Roland Andersson (ago 1998–oct 1999)
- Michael Andersson (abr 2000–nov 2001)
- Tom Prahl (ene 2002–dic 2005)
- Sören Åkeby (ene 2006–dic 2007)
- Roland Nilsson (ene 2008–may 2011)
- Rikard Norling (jun 2011–dic 2013)
- Åge Hareide (ene 2014–dic 2015)
- Allan Kuhn (ene–nov 2016)
- Magnus Pehrsson (nov 2016–may 2018)
- Uwe Rösler (jun 2018–dic 2019)
- Jon Dahl Tomasson (ene 2020–dic 2021)
- Miloš Milojević (ene–sep 2022)
- Åge Hareide (sep 2022–nov 2022)
- Henrik Rydström (nov 2022–)

## Palmarés
Títulos nacionales (42)
| Competición nacional      | Títulos | Subcampeonatos                                                                                         |
| ------------------------- | --- | --- |
| Allsvenskan (24/15)       | 1944, 1949, 1950, 1951, 1953, 1965, 1967, 1970, 1971, 1974, 1975, 1977, 1986, 1988, 2004, 2010, 2013, 2014, 2016, 2017, 2020, 2021, 2023, 2024 | 1946 , 1948, 1952, 1956, 1957, 1964, 1968, 1969, 1976, 1978, 1980 , 1983, 1987, 1989, 1996, 2002, 2019 |
| Copa de Suecia (16/6)     | 1944, 1946, 1947, 1951, 1953, 1967, 1973, 1974, 1975, 1978, 1980, 1984, 1986, 1989, 2022, 2024                                                 | 1945, 1970/1971, 1995/1996, 2016, 2018, 2020                                                           |
| Supercopa de Suecia (2/1) | 2013 y 2014 | 2011                                                                                                   |
| Superettan (0/1)          | | 2000                                                                                                   |

Títulos internacionales (0)
| Competición internacional   | Títulos | Subcampeonatos |
| --------------------------- | ------- | -------------- |
| Copa Intercontinental (0/1) |         | 1979           |
| Copa de Europa (0/1)\|      |         | 1979           |

## Participación internacional en competiciones UEFA

#### Por competición
Nota: En negrita competiciones activas.
| Competición                                   | Temp. | PJ  | PG | PE | PP | GF  | GC  | Dif. | Puntos | Títulos | Subtítulos |
| --------------------------------------------- | ----- | --- | -- | -- | -- | --- | --- | ---- | ------ | ------- | ---------- |
| Copa de Europa / Liga de Campeones de la UEFA | 18    | 91  | 32 | 22 | 37 | 97  | 140 | -43  | 305    | –       | 1          |
| Copa de la UEFA / Liga Europea de la UEFA     | 17    | 80  | 34 | 15 | 31 | 122 | 97  | +25  | 117    | –       | –          |
| Copa Intercontinental                         | 1     | 2   | 0  | 0  | 2  | 1   | 3   | -2   | 0      | –       | 1          |
| Recopa de Europa de la UEFA                   | 5     | 18  | 9  | 4  | 5  | 35  | 18  | +17  | 31     | –       | –          |
| Copa Intertoto de la UEFA                     | 1     | 2   | 0  | 0  | 2  | 1   | 4   | -3   | 0      | –       | –          |
| Total                                         | 42    | 193 | 75 | 41 | 77 | 256 | 262 | -6   | 266    | 0       | 2          |

| Competicion UEFA | Competicion UEFA  | Competicion UEFA | Competicion UEFA    | Competicion UEFA | Competicion UEFA | Competicion UEFA | Competicion UEFA |
| Temporada        | Torneo            | Ronda            | Club                | Local            | Visitante        | Global           |                  |
| ---------------- | ----------------- | ---------------- | ------------------- | ---------------- | ---------------- | ---------------- | ---------------- |
| 1964-65          | Copa de Europa    | Clasificatoria   | Lokomotiv Sofia     | 2–0              | 3–8              | 5–8              |                  |
| 1965-66          | Copa de Ferias    | Primera ronda    | 1860 Múnich         | 0–3              | 0–4              | 0–7              |                  |
| 1966-67          | Copa de Europa    | 1                | Atlético de Madrid  | 0–2              | 1–3              | 1–5              |                  |
| 1967-68          | Copa de Ferias    | Treintaidosavos  | Liverpool           | 0–2              | 1–2              | 1–4              |                  |
| 1968-69          | Copa de Europa    | 1                | Milán               | 2–1              | 1–4              | 3–5              |                  |
| 1969-70          | Copa de Ferias    | Treintaidosavos  | Stuttgart           | 1–1              | 0–3              | 1–4              |                  |
| 1970-71          | Copa de Ferias    | Treintaidosavos  | Hibernian           | 2–3              | 0–6              | 2–9              |                  |
| 1971-72          | Copa de Europa    | 1                | Újpest              | 1–0              | 0–4              | 1–4              |                  |
| 1972-73          | Copa de Europa    | 1                | Benfica             | 1–0              | 1–4              | 2–4              |                  |
| 1973-74          | Recopa de Europa  | Dieciseisavos    | Pezoporikos Larnaca | 11–0             | 0–0              | 11–0             |                  |
| 1973-74          | Recopa de Europa  | Octavos          | Zürich              | 1–1              | 0–0              | 1–1 (v.)         |                  |
| 1974-75          | Recopa de Europa  | Dieciseisavos    | Sion                | 1–0              | 0–1              | 1–1 (6:5 pen.)   |                  |
| 1974-75          | Recopa de Europa  | Octavos          | Reipas Lahti        | 3–1              | 0–0              | 3–1              |                  |
| 1974-75          | Recopa de Europa  | Cuartos          | Ferencváros         | 1–3              | 1–1              | 2–4              |                  |
| 1975-76          | Copa de Europa    | 1                | Magdeburgo          | 2–1              | 1–2              | 3–3 (2:1 pen.)   |                  |
| 1975-76          | Copa de Europa    | 2                | Bayern de Múnich    | 1–0              | 0–2              | 1–2              |                  |
| 1976-77          | Copa de Europa    | 1                | Torino              | 1–1              | 1–2              | 2–3              |                  |
| 1977-78          | Copa de la UEFA   | Treintaidosavos  | Lens                | 2–0              | 1–4              | 3–4              |                  |
| 1978-79          | Copa de Europa    | 1                | Mónaco              | 0–0              | 1–0              | 1–0              |                  |
| 1978-79          | Copa de Europa    | Octavos          | Dinamo Kiev         | 2–0              | 0–0              | 2–0              |                  |
| 1978-79          | Copa de Europa    | Cuartos          | Wisła Cracovia      | 4–1              | 1–2              | 5–3              |                  |
| 1978-79          | Copa de Europa    | Semifinales      | Austria Viena       | 1–0              | 0–0              | 1–0              |                  |
| 1978-79          | Copa de Europa    | Final            | Nottingham Forest   | 0–1              | 0–1              | 0–1              |                  |
| 1979-80          | Copa de la UEFA   | Treintaidosavos  | KPT                 | 2–0              | 2–1              | 4–1              |                  |
| 1979-80          | Copa de la UEFA   | Dieciseisavos    | Feyenoord           | 1–1              | 0–4              | 1–5              |                  |
| 1980-81          | Recopa de Europa  | Dieciseisavos    | Partizani           | 1–0              | 0–0              | 1–0              |                  |
| 1980-81          | Recopa de Europa  | Octavos          | Benfica             | 1–0              | 0–2              | 1–2              |                  |
| 1981-82          | Copa de la UEFA   | Treintaidosavos  | Wisła Cracovia      | 2–0              | 3–1              | 5–1              |                  |
| 1981-82          | Copa de la UEFA   | Dieciseisavos    | Xamax               | 0–1              | 0–1              | 0–2              |                  |
| 1983-84          | Copa de la UEFA   | Treintaidosavos  | Werder Bremen       | 1–2              | 1–1              | 2–3              |                  |
| 1984-85          | Recopa de Europa  | Dieciseisavos    | Dinamo Dresde       | 2–0              | 1–4              | 3–4              |                  |
| 1985-86          | Copa de la UEFA   | Treintaidosavos  | Videoton            | 3–2              | 0–1              | 3–3 (v.)         |                  |
| 1986-87          | Recopa de Europa  | Dieciseisavos    | Apollon Limassol    | 6–0              | 1–2              | 7–2              |                  |
| 1986-87          | Recopa de Europa  | Octavos          | Tirana              | 3–0              | 0–0              | 3–0              |                  |
| 1986-87          | Recopa de Europa  | Cuartos          | Ajax                | 1–0              | 1–3              | 2–3              |                  |
| 1987-88          | Copa de Europa    | 1                | Anderlecht          | 0–1              | 1–1              | 1–2              |                  |
| 1988-89          | Copa de la UEFA   | Treintaidosavos  | Torpedo Moscú       | 2–0              | 1–2              | 3–2 (t. s.)      |                  |
| 1988-89          | Copa de la UEFA   | Dieciseisavos    | Inter de Milán      | 0–1              | 1–1              | 1–2              |                  |
| 1989-90          | Copa de Europa    | 1                | Inter de Milán      | 1–0              | 1–1              | 2–1              |                  |
| 1989-90          | Copa de Europa    | Octavos          | Malinas             | 0–0              | 1–4              | 1–4              |                  |
| 1990-91          | Copa de Europa    | 1                | Beşiktaş            | 3–2              | 2–2              | 5–4              |                  |
| 1990-91          | Copa de Europa    | Octavos          | Dinamo Dresden      | 1–1              | 1–1              | 2–2 (6:7 pen.)   |                  |
| 1995-96          | Copa de la UEFA   | Ronda previa     | Dundalk             | 2–0              | 2–0              | 4–0              |                  |
| 1995-96          | Copa de la UEFA   | Treintaidosavos  | Nottingham Forest   | 2–1              | 0–1              | 2–2 (v.)         |                  |
| 1996-97          | Copa de la UEFA   | Ronda previa 2   | Skonto              | 1–1              | 3–0              | 4–1              |                  |
| 1996-97          | Copa de la UEFA   | Treintaidosavos  | Slavia Praga        | 1–2              | 1–3              | 2–5              |                  |
| 1997-98          | Copa de la UEFA   | Ronda previa 2   | Hajduk Split        | 0–2              | 2–3              | 2–5              |                  |
| 1998-99          | Copa de la UEFA   | Ronda previa 1   | Shirak              | 5–0              | 2–0              | 7–0              |                  |
| 1998-99          | Copa de la UEFA   | Ronda previa 2   | Hajduk Split        | 1–2              | 1–1              | 2–3              |                  |
| 2003-04          | Copa de la UEFA   | Ronda Previa     | Portadown           | 4–0              | 2–0              | 6–0              |                  |
| 2003-04          | Copa de la UEFA   | Primera ronda    | Sporting Portugal   | 0–1              | 0–2              | 0–3              |                  |
| 2004             | Copa Intertoto    | Primera ronda    | Cork City           | 0–1              | 1–3              | 1–4              |                  |
| 2005-06          | Liga de Campeones | Clasificatoria 2 | Maccabi Haifa       | 3–2              | 2–2              | 5–4              |                  |
| 2005-06          | Liga de Campeones | Clasificatoria 3 | Thun                | 0–1              | 0–3              | 0–4              |                  |
| 2005-06          | Copa de la UEFA   | Primera ronda    | Beşiktaş            | 1–4              | 1–0              | 2–4              |                  |
| 2011-12          | Liga de Campeones | Segunda ronda    | HB Torshavn         | 2–0              | 1–1              | 3–1              |                  |
| 2011-12          | Liga de Campeones | Tercera ronda    | Rangers             | 1–1              | 1–0              | 2–1              |                  |
| 2011-12          | Liga de Campeones | Play-Off         | Dinamo Zagreb       | 2–0              | 1–4              | 3–4              |                  |
| 2011-12          | Liga Europa       | Grupo G          | AZ                  | 0–0              | 1–4              | 4º Lugar         |                  |
| 2011-12          | Liga Europa       | Grupo G          | Austria Viena       | 1–2              | 0–2              | 4º Lugar         |                  |
| 2011-12          | Liga Europa       | Grupo G          | Metalist Járkov     | 1–4              | 1–3              | 4º Lugar         |                  |
| 2013-14          | Liga Europa       | Primera ronda    | Drogheda United     | 2–0              | 0–0              | 2–0              |                  |
| 2013-14          | Liga Europa       | Segunda ronda    | Hibernian           | 2–0              | 7–0              | 9–0              |                  |
| 2013-14          | Liga Europa       | Tercera ronda    | Swansea City        | 0–0              | 0–4              | 0–4              |                  |
| 2014-15          | Liga de Campeones | Segunda ronda    | Ventspils           | 0–0              | 1–0              | 1–0              |                  |
| 2014-15          | Liga de Campeones | Tercera ronda    | Sparta Praha        | 2–0              | 2–4              | 4–4 (v.)         |                  |
| 2014-15          | Liga de Campeones | Play-Off         | Red Bull Salzburg   | 3–0              | 1–2              | 4–2              |                  |
| 2014-15          | Liga de Campeones | Grupo A          | Juventus            | 0–2              | 0–2              | 4º Lugar         |                  |
| 2014-15          | Liga de Campeones | Grupo A          | Olympiacos          | 2–0              | 2–4              | 4º Lugar         |                  |
| 2014-15          | Liga de Campeones | Grupo A          | Atlético de Madrid  | 0–2              | 0–5              | 4º Lugar         |                  |
| 2015-16          | Liga de Campeones | Segunda ronda    | Žalgiris            | 0–0              | 1–0              | 1–0              |                  |
| 2015-16          | Liga de Campeones | Tercera ronda    | Red Bull Salzburg   | 3–0              | 0–2              | 3–2              |                  |
| 2015-16          | Liga de Campeones | Play-Off         | Celtic              | 2–0              | 2–3              | 4–3              |                  |
| 2015-16          | Liga de Campeones | Grupo A          | París Saint-Germain | 0–5              | 0–2              | 4º Lugar         |                  |
| 2015-16          | Liga de Campeones | Grupo A          | Real Madrid         | 0–2              | 0–8              | 4º Lugar         |                  |
| 2015-16          | Liga de Campeones | Grupo A          | Shakhtar Donetsk    | 1–0              | 0–4              | 4º Lugar         |                  |
| 2017-18          | Liga de Campeones | Segunda ronda    | Vardar              | 1–1              | 1–3              | 2–4              |                  |
| 2018-19          | Liga de Campeones | Primera ronda    | Drita               | 2–0              | 3–0              | 5–0              |                  |
| 2018-19          | Liga de Campeones | Segunda ronda    | CFR Cluj            | 1–1              | 1–0              | 2–1              |                  |
| 2018-19          | Liga de Campeones | Tercera ronda    | Mol Vidi            | 1–1              | 0–0              | 1–1 (v.)         |                  |
| 2018-19          | Liga Europa       | Play-Off         | Midtjylland         | 2–2              | 2–0              | 4–2              |                  |
| 2018-19          | Liga Europa       | Grupo I          | Genk                | 2–2              | 0–2              | 2º Lugar         |                  |
| 2018-19          | Liga Europa       | Grupo I          | Beşiktaş            | 2–0              | 1–0              | 2º Lugar         |                  |
| 2018-19          | Liga Europa       | Grupo I          | Sarpsborg 08        | 1–1              | 1–1              | 2º Lugar         |                  |
| 2018-19          | Liga Europa       | Dieciseisavos    | Chelsea             | 1–2              | 0–3              | 1–5              |                  |
| 2019-20          | Liga Europa       | Primera ronda    | Ballymena United    | 7–0              | 4–0              | 11–0             |                  |
| 2019-20          | Liga Europa       | Segunda ronda    | Domžale             | 3–2              | 2–2              | 5–4              |                  |
| 2019-20          | Liga Europa       | Tercera ronda    | Zrinjski Mostar     | 3–0              | 0–1              | 3–1              |                  |
| 2019-20          | Liga Europa       | Play-off         | Bnei Yehuda         | 3–0              | 1–0              | 4–0              |                  |
| 2019-20          | Liga Europa       | Grupo B          | Dinamo de Kiev      | 4–3              | 0–1              | 1º Lugar         |                  |
| 2019-20          | Liga Europa       | Grupo B          | Copenhague          | 1–1              | 1–0              | 1º Lugar         |                  |
| 2019-20          | Liga Europa       | Grupo B          | Lugano              | 2–1              | 0–0              | 1º Lugar         |                  |
| 2019-20          | Liga Europa       | Dieciseisavos    | Wolfsburgo          | 0–3              | 1–2              | 1–5              |                  |
| 2020-21          | Liga Europa       | Primera ronda    | Cracovia            | 2–0              | –                | 2–0              |                  |
| 2020-21          | Liga Europa       | Segunda ronda    | Honvéd              | –                | 2–0              | 2–0              |                  |
| 2020-21          | Liga Europa       | Tercera ronda    | Lokomotiva Zagreb   | 5–0              | –                | 5–0              |                  |
| 2020-21          | Liga Europa       | Play-off         | Granada             | 1–3              | –                | 1–3              |                  |
| 2021-22          | Liga de Campeones | Primera ronda    | Riga                | 1–0              | 1–1              | 2–1              |                  |
| 2021-22          | Liga de Campeones | Segunda ronda    | HJK                 | 2–1              | 2–2              | 4–3              |                  |
| 2021-22          | Liga de Campeones | Tercera ronda    | Rangers             | 2–1              | 2–1              | 4–2              |                  |
| 2021-22          | Liga de Campeones | Play-off         | Ludogorets Razgrad  | 2–0              | 1–2              | 3–2              |                  |
| 2021-22          | Liga de Campeones | Grupo H          | Juventus            | 0–3              | 0–1              | 4º Lugar         |                  |
| 2021-22          | Liga de Campeones | Grupo H          | Zenit               | 1–1              | 0–4              | 4º Lugar         |                  |
| 2021-22          | Liga de Campeones | Grupo H          | Chelsea             | 0–1              | 0–4              | 4º Lugar         |                  |